# Larochelle (Bécancour)
Pour les articles homonymes, voir Larochelle.
Larochelle (parfois écrit La Rochelle) est une ancienne municipalité de village du Québec, située dans le comté de Nicolet dans la province de Québec au Canada. Elle a existé de 1863 à 1965, et son territoire est aujourd'hui inclus dans le secteur Saint-Grégoire de la ville de Bécancour.

## Histoire
La municipalité de Larochelle s'est détachée en 1863 de la municipalité de paroisse de Saint-Grégoire-le-Grand. Elle constituait le noyau villageois de cette paroisse.
Le 17 octobre 1965, le village a été fusionné avec d'autres municipalités pour former la ville de Bécancour qui résultait ainsi de la fusion des villages de Bécancour, de Gentilly, de Larochelle, de Laval et de Villers ainsi que des municipalités de paroisse de Bécancour, de Sainte-Angèle-de-Laval, de Saint-Édouard-de-Gentilly, de Sainte-Gertrude, de Saint-Grégoire-le-Grand et de Très-Précieux-Sang-de-Notre-Seigneur.

## Référence
1. ↑  La Rochelle (village), sur Maires du Québec.
2. ↑  Gouvernement du Québec, « Modification aux municipalités du Québec », Historique des modifications aux municipalités du Québec : Période 1961-1990,‎ 1er septembre 2006, p. 139 (ISSN 1715-6408, lire en ligne)